# Танталова зелена морска котка
Танталовата зелена морска котка (Chlorocebus tantalus) е вид бозайник от семейство Коткоподобни маймуни (Cercopithecidae).

## Разпространение
Видът е разпространен в Бенин, Буркина Фасо, Гана, Демократична република Конго, Камерун, Кения, Нигер, Нигерия, Того, Уганда, Централноафриканска република, Чад и Южен Судан.